# Niecka Solecka
Niecka Solecka (342.26) – falista równina wchodząca w skład Niecki Nidziańskiej. Od północy sąsiaduje z Garbem Pińczowskim. Od zachodu i południowego zachodu ogranicza ją Dolina Nidy. Na południowy wschód od Niecki znajduje się Nizina Nadwiślańska. Wysokość waha się w granicach 170–250 m n.p.m. Jest to region rolniczy, nie ma tu lasów.
Niecka zbudowana jest z margli kredowych, przykrytych przez mioceńskie wapienie litotamniowe oraz gipsy. Występują tu typowe formy krasowe: leje, zapadliska oraz ślepe doliny. Znajduje się tu kilkadziesiąt jaskiń, w tym największa na terenie Niecki Nidziańskiej Jaskinia Skorocicka (dł. 352 m, den. 5 m). 
W kilku rezerwatach przyrody chroniona jest roślinność stepowa, która zachowała się na skałach gipsowych. Obecne są tu także siarczane źródła wykorzystywane w lecznictwie. Na terenie Niecki Soleckiej znajdują się uzdrowiska w Busku-Zdroju i Solcu-Zdroju.